# Дварти (Калифорнија)
Дварти (енгл. Duarte) град је у америчкој савезној држави Калифорнија. По попису становништва из 2010. у њему је живело 21.321 становника.

## Демографија
Према попису становништва из 2010. у граду је живело 21.321 становника, што је 165 (0,8%) становника мање него 2000. године.
| Група             | 2000.         | 2010.          |
| Белци             | 6.895 (32,1%) | 5.729 (26,9%)  |
| Афроамериканци    | 1.952 (9,1%)  | 1.587 (7,4%)   |
| Азијати           | 2.711 (12,6%) | 3.361 (15,8%)  |
| Хиспаноамериканци | 9.326 (43,4%) | 10.190 (47,8%) |
| Укупно            | 21.486        | 21.321         |